# Kenya African National Union
Kenya African National Union (KANU, deutsch Kenia Afrikanische Nationalunion) ist eine politische Partei in Kenia.
KANU war die Partei, die unter Führung von Jomo Kenyatta das Land in die Unabhängigkeit führte und bis zum Jahre 2002 regierte. Nach dem Tode Kenyattas im Jahr 1978 übernahm Daniel arap Moi Präsidentenamt und Parteivorsitz.
1981 wurde Kenia zum Einparteienstaat mit der KANU als Staatspartei erklärt. Unter dem Druck des westlichen Auslandes, von dem die Regierung finanziell abhängig war, musste dieser Schritt 1991 nach dem Ende des Kalten Krieges zurückgenommen werden.
Es gelang der KANU aber, sich in den beiden Mehrparteienwahlen von 1992 und 1997 gegenüber einer zersplitterten Opposition an der Macht zu behaupten. Der KANU kam dabei zugute, dass sie als nationale Partei gegenüber regional und tribal agierenden Oppositionsparteien auftreten konnte.
Erst mit dem Ende der Ära Moi wurde die KANU bei den Wahlen 2002 von der zur National Rainbow Coalition vereinten Opposition aus der Regierung verdrängt, nachdem sie direkt vor der Wahl eine Spaltung erlebt hatte. Der neue Vorsitzende Uhuru Kenyatta einer stark verkleinerten Partei wurde damit Oppositionsführer im Parlament. 
Die KANU erlebte vor den Wahlen 2007 heftige innere Konflikte und gab schließlich ihre Oppositionsrolle auf, um in die Regierung von Mwai Kibaki einzutreten und im Rahmen der Party of National Unity seine Wiederwahl zu unterstützen.
In der Wahl 2007 erlebte die Partei einen weiteren Bedeutungsverlust, konnte sich aber als kleinere Parlamentspartei mit elf Abgeordneten behaupten. 
2013 unterstützte die Kenya African National Union Uhuru Kenyatta bei den Präsidentschaftswahlen.

## Mitglieder
- Yusuf Mohammed Haji (1940–2021), Politiker